# Factory method
Factory Method ou Construtor virtual, na ciência da computação, é um padrão de projeto de software (design pattern, em inglês) que permite às classes delegar para subclasses decidirem, isso é feito através da criação de objetos que chamam o método fabrica especificado numa interface e implementado por um classe filha ou implementado numa classe abstrata e opcionalmente sobrescrito por classes derivadas.

## Estrutura

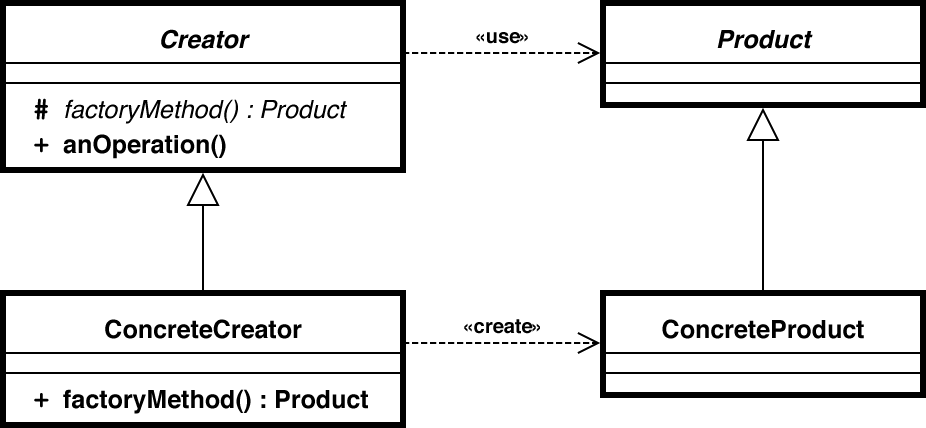
Diagrama UML da estrutura do padrão Factory Method

O padrão Factory Method, da forma como foi descrito no livro Design Patterns: Elements of Reusable Object-Oriented Software, contém os seguintes elementos:
- Creator(Criador abstrato) — declara o factory method (método de fabricação) que retorna o objeto da classe Product (produto). Este elemento também pode definir uma implementação básica que retorna um objeto de uma classe ConcreteProduct (produto concreto) básica;
- ConcreteCreator(Criador concreto) — sobrescreve o factory method e retorna um objeto da classe ConcreteProduct;
- Product(Produto abstrato) — define uma interface para os objectos criados pelo factory method;
- ConcreteProduct(Produto concreto) — uma implementação para a interface Product.

## Finalidade
Criar um objeto geralmente requer processos complexos não apropriados para incluir dentro da composição do objeto. A criação do objeto talvez necessite de uma duplicação de código significativa, talvez necessite informações não acessíveis para a composição do objeto, talvez não providencie um grau de abstração suficiente, ou então não faça parte da composição das preocupações do objeto. O padrão de design método fabrica maneja/trata esses problemas definindo um método separado para criação dos objetos, no qual as subclasses possam sobrescrever para especificar o "tipo derivado" do produto que vai ser criado.

## Utilização
Este padrão é muito utilizado em frameworks para definir e manter relacionamentos entre objetos. O framework Spring, dependendo da configuração, pode utilizar um Factory Method para criar os seus beans.
Este padrão pode ser utilizado na construção de um framework que suporta aplicações que apresentam múltiplos documentos ao usuário. Normalmente este tipo de aplicação manipula um número variável de formatos de documento e, por isso, este framework deve ser flexível o bastante para suportar qualquer formato. Uma solução para este problema poderia disponibilizar, no framework, o código para alguns dos formatos mais utilizados. Mas, na prática, esta solução seria uma implementação pouco flexível, e até mesmo incompleta, já que é custoso implementar os mais variados formatos. O padrão Factory Method propõe uma solução que deixa para o cliente (a implementação da aplicação) a tarefa de suportar os formatos necessários e para o framework o papel de definição de uma abstração que oferece uma interface única para criação de documentos.
Este framework seria baseado em duas classes abstratas, que representam a Aplicação e o Documento. O cliente do framework fornece um par de classes concretas, uma aplicação e o respectivo documento, para cada um dos formatos de Documento suportados pela Aplicação. Se for necessário apresentar um documento que suporte desenho, por exemplo, o cliente deve disponibilizar as classes AplicacaoDesenho e DocumentoDesenho (supondo que o sufixo "Desenho" indique classes que suportam esta funcionalidade).
O objetivo do Factory Method está em diversas classes que implementam a mesma operação, retornarem o mesmo tipo abstrato, mas internamente instanciam diferentes classes que o implementam.
Com o Factory Method o criador do objeto faz uma escolha de qual classe instanciar para o cliente.
Para ser um Factory Method o método precisa retornar uma interface ou uma classe abstrata e, dependendo das necessidades do cliente, criar um objeto determinado como retorno.
Um exemplo clássico do Factory Method são os iteradores tanto em Java como em .NET.

## Consequências
- Positivas: Baixo acoplamento, maior flexibilidade e elimina a necessidade de acoplar classes específicas para aplicação em nível de código.
- Negativas: Alto número de classes, podendo sobrecarregar o sistema.

## Aplicações
- Quando a classe não antecipa a classe do objeto que quer criar.
- Uma classe quer suas subclasses para especificar os objetos que cria.
- Quando você não quer que o usuário tenha que saber de cada subclasse.
- Encapsular a criação de objetos.

## Discussão
Factory Method é utilizado para criar objetos assim como o Template Method é usado para criar algoritmos. Uma superclasse específica todos os padrões e comportamentos genéricos, e depois delega os detalhes da criação para as subclasses que são fornecidas pelo cliente.
O Factory Method faz uma design mais customizável e somente um pouco mais complicado. Outros design patterns requerem novas classes, enquanto que o Factory Method precisa somente de uma no operação.
As pessoas regularmente utilizam o Factory Method como o padrão de criar objetos; mas não é necessário se:
- Uma classe que é instanciada nunca mude.
- A instanciação toma lugar em uma operação que subclasses podem facilmente sobrescrever (como a inicialização de uma operação).

O Factory Method é similar ao Abstract Factory (mas sem a ênfase as famílias) e também os métodos fábricas são especificados rotineiramente por uma arquitetura framework, e depois implementado pelo usuário do framework.

## Dicas/Considerações/Boas Práticas
- Classes Abstract Factory são usualmente implementadas com Factory Methods, mas elas podem ser implementadas utilizando Prototype.
- Factory Methods são geralmente chamados dentro de Template Methods.
- O operador new é considerado prejudicial. Existe diferença entre requisitar um objeto e criar um. O operador new sempre cria um objeto, e falha ao encapsular o objeto criação. Uma Factory Method aplica essa encapsulação, e permite um objeto ser requisitado sem acoplamento inextricável ao ato de criação.

- A vantagem do Factory Method é que este padrão pode retornar uma mesma instância múltiplas vezes, ou pode retornar a subclasse invés de um objeto daquele tipo exato.
- Factory Methods: criação através de herança. Prototype :criação através de delegação.
- Frequentemente , designs começam pelo Factory Method (menos complicado, mais customizável, subclasses proliferam) e evoluem para Abstract Fatory,Prototype ou Builder (mais flexível, mais complexo) enquanto o desenvolvedor descobre onde a flexibilidade é mais necessária.

- Prototype não requer subclasses, mas precisa de uma operação de inicialização. Factory Method requer subclasses, mas não requer inicialização.
- Algumas pessoas defendem que, como uma questão de language design, absolutamente todos os construtores devem ser private ou protected. Não é problema de ninguém se uma classe manufatura um objeto novo ou recicla um velho.

## Exemplo 1
Neste exemplo, uma aplicação, que é construída através de um framework baseado no padrão Factory Method, suporta a criação de documentos do tipo MeuDocumento. O framework é constituído pelas classes abstratas Aplicacao e Documento. A aplicação disponibiliza as classes concretas MinhaAplicacao e MeuDocumento. A classe MinhaAplicacao é uma implementação da abstração definida pela classe Aplicacao.

### Diagrama

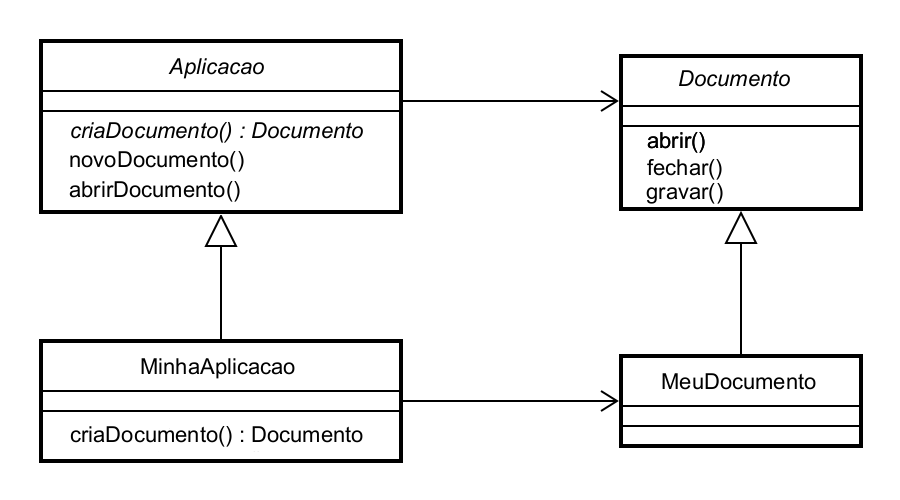
Exemplo de Diagrama em UML para o Padrão Factory Method.

A chave deste padrão está na declaração do método abstrato criaDocumento, da classe Aplicacao, e na sua utilização pelo método novoDocumento. Este arranjo permite que o método novoDocumento crie documentos sem conhecer os detalhes de implementação, existentes em cada tipo de documento suportado pela aplicação. Isto permite que a implementação do método criaDocumento (neste exemplo situada na classe MinhaAplicacao) varie livremente, para atender os diversos formatos possivelmente suportados, sem que seja necessário modificar o código das classes abstratas.

### Código em Java
Este código, escrito na linguagem Java, demonstra a implementação do diagrama mostrado acima.
```
/**

* Abstração de uma Aplicação capaz de manipular

* documentos.

*/

 
abstract
 
class
 
Aplicacao
 
{

      
protected
 
Documento
 
doc
;

      
/**

      * Abstração do Factory Method

      */

       
abstract
 
Documento
 
criaDocumento
();

       
void
 
novoDocumento
()
 
{

           
this
.
doc
 
=
 
this
.
criaDocumento
();

       
}

       
void
 
abrirDocumento
()
 
{

           
this
.
doc
.
abrir
();

       
}

  
}

/**

* Abstração de um Documento.

*/

  
abstract
 
class
 
Documento
 
{

      
void
 
abrir
()
 
{

          
System
.
out
.
println
(
"Documento:Abrir documento!"
);

      
}

      
void
 
fechar
()
 
{

          
System
.
out
.
println
(
"Documento:Fechar documento!"
);

      
}

      
void
 
gravar
()
 
{

          
System
.
out
.
println
(
"Documento:Gravar documento!"
);

      
}

  
}

/**

* Esta classe concreta contém a implementação

* de uma aplicação capaz de manipular documentos

* do tipo MeuDocumento.

*/

  
class
 
MinhaAplicacao
 
extends
 
Aplicacao
 
{

 	
/**

 	 * Uma implementação do Factory Method. Este método é

 	 * especializado na criação de documentos do tipo MeuDocumento

 	 */

 	
Documento
 
criaDocumento
()
 
{

            
return
 
new
 
MeuDocumento
();

 	
}

  
}

/**

* Esta classe concreta contém a implementação

* de um tipo de documento específico.

*/

  
class
 
MeuDocumento
 
extends
 
Documento
 
{

  
}

```

### Código em VB.NET
O mesmo exemplo acima, em linguagem Visual Basic .NET.
```
Public
 
MustInherit
 
Class
 
Aplicacao

    
Private
 
doc
 
As
 
Documento

    
MustOverride
 
Function
 
criaDocumento
()
 
As
 
Documento

    
Sub
 
novoDocumento
()

        
Me
.
doc
 
=
 
Me
.
criaDocumento

    
End
 
Sub

    
Sub
 
abrirDocumento
()

        
Me
.
doc
.
abrir
()

    
End
 
Sub

End
 
Class

Public
 
MustInherit
 
Class
 
Documento

    
Sub
 
abrir
()

        
Console
.
WriteLine
(
"Documento:Abrir documento!"
)

    
End
 
Sub

    
Sub
 
fechar
()

        
Console
.
WriteLine
(
"Documento:Fechar documento!"
)

    
End
 
Sub

    
Sub
 
gravar
()

        
Console
.
WriteLine
(
"Documento:Gravar documento!"
)

    
End
 
Sub

End
 
Class

Public
 
Class
 
MinhaAplicacao

    
Inherits
 
Aplicacao

    
Public
 
Overrides
 
Function
 
criaDocumento
()
 
As
 
Documento

        
Return
 
New
 
MeuDocumento

    
End
 
Function

End
 
Class

Public
 
Class
 
MeuDocumento

    
Inherits
 
Documento

End
 
Class

```

### Código em C#
O mesmo exemplo acima, em linguagem C#.
```
public
 
abstract
 
class
 
Aplicacao

{

    
private
 
Documento
 
doc
;

    
Documento
 
criaDocumento
();

    
void
 
novoDocumento
()

    
{

        
this
.
doc
 
=
 
this
.
criaDocumento
();

    
}

		

    
void
 
abrirDocumento
()

    
{

        
this
.
doc
.
abrir
();

    
}

}

public
 
abstract
 
class
 
Documento

{

    
void
 
abrir
()

    
{

        
Console
.
WriteLine
(
"Documento:Abrir documento!"
);

    
}

    
void
 
fechar
()

    
{

        
Console
.
WriteLine
(
"Documento:Fechar documento!"
);

    
}

    
void
 
gravar
()

    
{

        
Console
.
WriteLine
(
"Documento:Gravar documento!"
);

    
}

}

public
 
class
 
MinhaAplicacao
 
:
 
Aplicacao

{

    
public
 
Documento
 
criaDocumento
()

    
{

        
return
 
new
 
MeuDocumento
();

    
}

}

public
 
class
 
MeuDocumento
 
:
 
Documento

{

}

```

## Exemplo 2
Neste próximo exemplo, é demonstrado a utilização do padrão Factory Method para a criação de diferentes refrigerantes. Veja a imagem a seguir:

### Diagrama
A imagem abaixo mostra como  funciona o padrão Factory Method em forma de imagem:

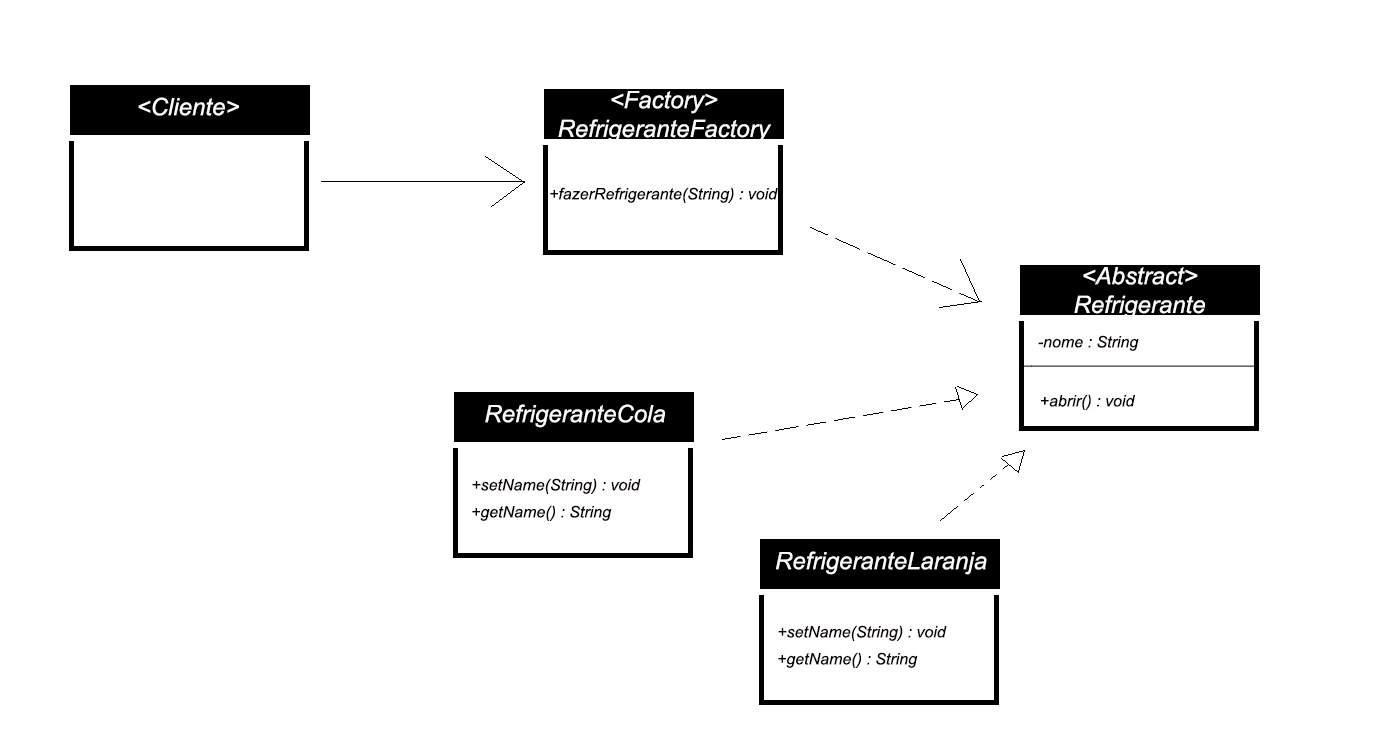
FactoryMethodBRPT

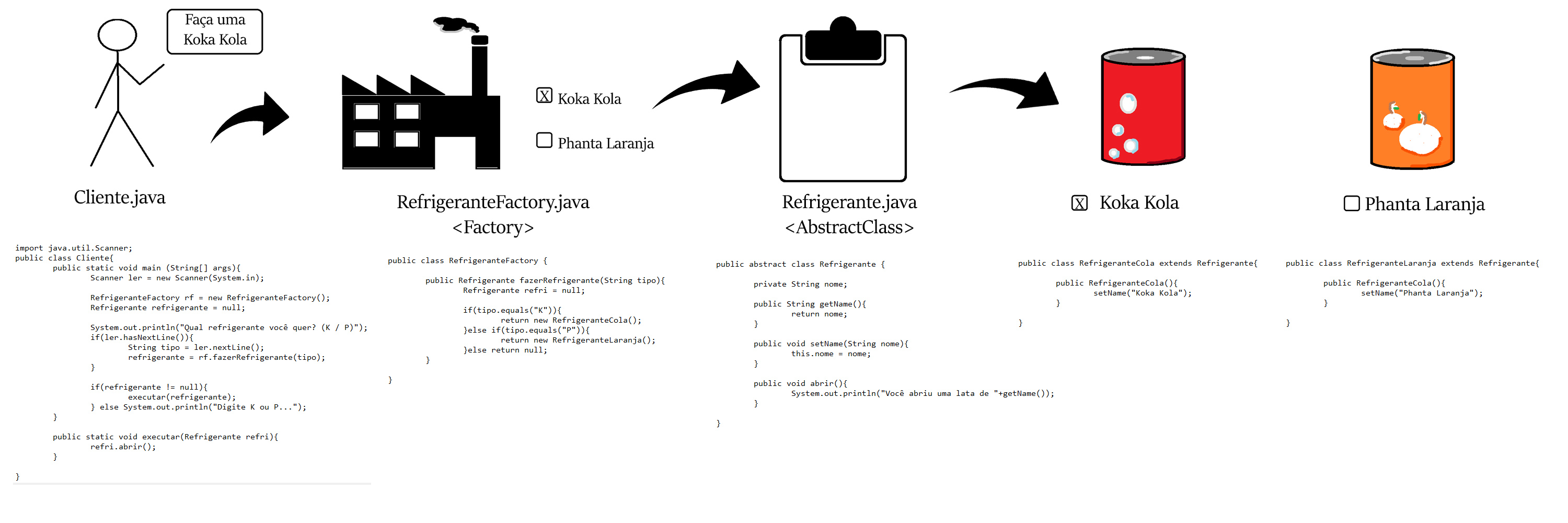
ResumoFactoryMethodPTBR

Observação: as classes RefrigeranteCola e RefrigeranteLaranja estendem a classe abstrata Refrigerante.
Segue o código do diagrama acima (em Java):
```
public
 
abstract
 
class
 
Refrigerante
 
{

	
private
 
String
 
nome
;

	
public
 
String
 
getName
(){

		
return
 
nome
;

	
}

	
public
 
void
 
setName
(
String
 
nome
){

		
this
.
nome
 
=
 
nome
;

	
}

	

	
public
 
void
 
abrir
(){

		
System
.
out
.
println
(
"Você abriu uma lata de "
+
getName
());

	
}

}

public
 
class
 
RefrigeranteCola
 
extends
 
Refrigerante
{

	

	
public
 
RefrigeranteCola
(){

		
setName
(
"Koka Kola"
);

	
}

	

}

public
 
class
 
RefrigeranteLaranja
 
extends
 
Refrigerante
{

	

	
public
 
RefrigeranteLaranja
(){

		
setName
(
"Phanta Laranja"
);

	
}

	

}

public
 
class
 
RefrigeranteFactory
 
{

	

	
public
 
Refrigerante
 
fazerRefrigerante
(
String
 
tipo
){
		

		
Refrigerante
 
refri
 
=
 
null
;
	

		
if
(
tipo
.
equals
(
"K"
)){

			
return
 
new
 
RefrigeranteCola
();

		
}
else
 
if
(
tipo
.
equals
(
"P"
)){

			
return
 
new
 
RefrigeranteLaranja
();

		
}
else
 
return
 
null
;

	
}

	

}

import
 
java.util.Scanner
;

public
 
class
 
Cliente
{

	
public
 
static
 
void
 
main
 
(
String
[]
 
args
){

		
Scanner
 
ler
 
=
 
new
 
Scanner
(
System
.
in
);

		

		
RefrigeranteFactory
 
rf
 
=
 
new
 
RefrigeranteFactory
();

		
Refrigerante
 
refrigerante
 
=
 
null
;

		
System
.
out
.
println
(
"Qual refrigerante você quer? (K / P)"
);

		
if
(
ler
.
hasNextLine
()){

			
String
 
tipo
 
=
 
ler
.
nextLine
();

			
refrigerante
 
=
 
rf
.
fazerRefrigerante
(
tipo
);

		
}

		
if
(
refrigerante
 
!=
 
null
){

			
executar
(
refrigerante
);

		
}
 
else
 
System
.
out
.
println
(
"Digite K ou P..."
);

	
}

	
public
 
static
 
void
 
executar
(
Refrigerante
 
refri
){

		
refri
.
abrir
();

	
}
	

}

```

A imagem abaixo mostra como  funciona o padrão Factory Method em forma de imagem:
```
                                  
Resumo:
 O 
Factory Method
 permite que você crie objetos sem especificar a classe exata do objeto que vai ser criado.
```

## Outros Exemplos
Os exemplos a seguir mostram a codificação do padrão Factory Method em outras linguagens. Obs: os exemplos são aleatórios retirados da internet.

### Código em Python
```
class
 
Car
(
object
):

    
def
 
factory
(
type
):

        
if
 
type
 
==
 
"Racecar"
:

            
return
 
Racecar
()

        
if
 
type
 
==
 
"Van"
:

            
return
 
Van
()

        
assert
 
0
,
 
"Bad car creation: "
 
+
 
type

    
factory
 
=
 
staticmethod
(
factory
)

class
 
Racecar
(
Car
):

    
def
 
drive
(
self
):
 
print
(
"Racecar driving."
)

class
 
Van
(
Car
):

    
def
 
drive
(
self
):
 
print
(
"Van driving."
)

//
Criar
 
objeto
 
usando
 
factory
.

obj
 
=
 
Car
.
factory
(
"Racecar"
)

obj
.
drive
()

```

### Código em Delphi
```
TRedSpeedButton
 
=
 
class
(
TSpeedButton
)

  
public

    
constructor
 
Create
(
AOwner
:
 
TComponent
)
;
 
override
;

  
end
;

constructor
 
TRedSpeedButton
.
Create
(
AOwner
:
 
TComponent
)
;

begin

  
inherited
 
Create
(
AOwner
)
;

  
Font
.
Color
 
:=
 
clRed
;

end
;

function
 
TORedFactory
.
CreateSpeedButton
(
AOwner
:
 
TComponent
)
:
 
TSpeedButton
;

begin

  
Result
 
:=
 
TRedSpeedButton
.
Create
(
AOwner
)
;

end
;

```

### Código em PHP
```
<?php

abstract
 
class
 
AbstractFactoryMethod
 
{

    
abstract
 
function
 
makePHPBook
(
$param
);

}

class
 
OReillyFactoryMethod
 
extends
 
AbstractFactoryMethod
 
{

    
private
 
$context
 
=
 
"OReilly"
;

    
function
 
makePHPBook
(
$param
)
 
{

    
$book
 
=
 
NULL
;

        
switch
 
(
$param
)
 
{

            
case
 
"us"
:

                
$book
 
=
 
new
 
OReillyPHPBook
;

            
break
;

            
case
 
"other"
:

                
$book
 
=
 
new
 
SamsPHPBook
;

            
break
;

            
default
:

                
$book
 
=
 
new
 
OReillyPHPBook
;

            
break
;

        
}

    
return
 
$book
;

    
}

}

class
 
SamsFactoryMethod
 
extends
 
AbstractFactoryMethod
 
{

    
private
 
$context
 
=
 
"Sams"
;

    
function
 
makePHPBook
(
$param
)
 
{

        
$book
 
=
 
NULL
;

        
switch
 
(
$param
)
 
{

            
case
 
"us"
:

                
$book
 
=
 
new
 
SamsPHPBook
;

            
break
;

            
case
 
"other"
:

                
$book
 
=
 
new
 
OReillyPHPBook
;

            
break
;

            
case
 
"otherother"
:

                
$book
 
=
 
new
 
VisualQuickstartPHPBook
;

            
break
;

            
default
:

                
$book
 
=
 
new
 
SamsPHPBook
;

            
break
;

        
}

        
return
 
$book
;

    
}

}

abstract
 
class
 
AbstractBook
 
{

    
abstract
 
function
 
getAuthor
();

    
abstract
 
function
 
getTitle
();

}

abstract
 
class
 
AbstractPHPBook
 
{

    
private
 
$subject
 
=
 
"PHP"
;

}

class
 
OReillyPHPBook
 
extends
 
AbstractPHPBook
 
{

    
private
 
$author
;

    
private
 
$title
;

    
private
 
static
 
$oddOrEven
 
=
 
'odd'
;

    
function
 
__construct
()
 
{

        
//alternate between 2 books

        
if
 
(
'odd'
 
==
 
self
::
$oddOrEven
)
 
{

            
$this
->
author
 
=
 
'Rasmus Lerdorf and Kevin Tatroe'
;

            
$this
->
title
  
=
 
'Programming PHP'
;

            
self
::
$oddOrEven
 
=
 
'even'
;

        
}
 
else
 
{

            
$this
->
author
 
=
 
'David Sklar and Adam Trachtenberg'
;

            
$this
->
title
  
=
 
'PHP Cookbook'
;

            
self
::
$oddOrEven
 
=
 
'odd'
;

        
}

    
}

    
function
 
getAuthor
()
 
{
return
 
$this
->
author
;}

    
function
 
getTitle
()
 
{
return
 
$this
->
title
;}

}

class
 
SamsPHPBook
 
extends
 
AbstractPHPBook
 
{

    
private
 
$author
;

    
private
 
$title
;

    
function
 
__construct
()
 
{

        
//alternate randomly between 2 books

        
mt_srand
((
double
)
microtime
()
*
10000000
);

        
$rand_num
 
=
 
mt_rand
(
0
,
1
);

        
if
 
(
1
 
>
 
$rand_num
)
 
{

            
$this
->
author
 
=
 
'George Schlossnagle'
;

            
$this
->
title
  
=
 
'Advanced PHP Programming'
;

        
}
 
else
 
{

            
$this
->
author
 
=
 
'Christian Wenz'
;

            
$this
->
title
  
=
 
'PHP Phrasebook'
;

        
}

    
}

    
function
 
getAuthor
()
 
{
return
 
$this
->
author
;}

    
function
 
getTitle
()
 
{
return
 
$this
->
title
;}

}

class
 
VisualQuickstartPHPBook
 
extends
 
AbstractPHPBook
 
{

    
private
 
$author
;

    
private
 
$title
;

    
function
 
__construct
()
 
{

      
$this
->
author
 
=
 
'Larry Ullman'
;

      
$this
->
title
  
=
 
'PHP for the World Wide Web'
;

    
}

    
function
 
getAuthor
()
 
{
return
 
$this
->
author
;}

    
function
 
getTitle
()
 
{
return
 
$this
->
title
;}

}

  
writeln
(
'START TESTING FACTORY METHOD PATTERN'
);

  
writeln
(
''
);

  
writeln
(
'testing OReillyFactoryMethod'
);

  
$factoryMethodInstance
 
=
 
new
 
OReillyFactoryMethod
;

  
testFactoryMethod
(
$factoryMethodInstance
);

  
writeln
(
''
);

  
writeln
(
'testing SamsFactoryMethod'
);

  
$factoryMethodInstance
 
=
 
new
 
SamsFactoryMethod
;

  
testFactoryMethod
(
$factoryMethodInstance
);

  
writeln
(
''
);

  
writeln
(
'END TESTING FACTORY METHOD PATTERN'
);

  
writeln
(
''
);

  
function
 
testFactoryMethod
(
$factoryMethodInstance
)
 
{

    
$phpUs
 
=
 
$factoryMethodInstance
->
makePHPBook
(
"us"
);

    
writeln
(
'us php Author: '
.
$phpUs
->
getAuthor
());

    
writeln
(
'us php Title: '
.
$phpUs
->
getTitle
());

    
$phpUs
 
=
 
$factoryMethodInstance
->
makePHPBook
(
"other"
);

    
writeln
(
'other php Author: '
.
$phpUs
->
getAuthor
());

    
writeln
(
'other php Title: '
.
$phpUs
->
getTitle
());

    
$phpUs
 
=
 
$factoryMethodInstance
->
makePHPBook
(
"otherother"
);

    
writeln
(
'otherother php Author: '
.
$phpUs
->
getAuthor
());

    
writeln
(
'otherother php Title: '
.
$phpUs
->
getTitle
());

  
}

  
function
 
writeln
(
$line_in
)
 
{

    
echo
 
$line_in
.
"<br/>"
;

  
}

?>

```

## Padrões relacionados
- Abstract Factory
- Template Method
- Prototype